# Aleksandr Barànov
Aleksandr Andréievitx Barànov (a vegades transcrit com a Aleksander o Alexander i també Barànof) (rus: Алекса́ндр Андре́евич Бара́нов) (Kargopol, gubèrnia d'Olonetsk, Imperi Rus, 14 de febrer de 1746 - prop de l'illa de Java, 28 d'abril de 1819) va ser un comerciant rus, administrador en cap, primer de la Companyia Xélikhov-Gólikov i posteriorment de la Companyia Russo-Americana i primer governador de l'Amèrica russa, des del 1792 fins a l'11 de gener de 1818. Explorà la costa del Pacífic de l'actual Alaska i establí relacions comercials amb Califòrnia, Hawaii i la Xina.

## Biografia
Aleksandr Barànov fugí de casa amb tan sols quinze anys. Es convertí en un reputat comerciant a Irkutsk, Sibèria. Fou atret a l'Amèrica russa pel creixent comerç de pells amb aquella regió i establí i administrà diversos assentaments comercials a l'illa Kodiak. El 1790 passà a administrar l'assentament de la badia Three Saints, a Kodiak, mentre el seu fundador i titular, Grigori Xélikhov, tornava a Rússia per intentar aconseguir una carta de monopoli de la caça pesca.
Barànov traslladà el 1792 la colònia a Sankt Pável (Санкт Павел), a l'actual vila de Kodiak que passà a ser el centre rus de comerç de pells a la zona. El 1799 la Companyia Russo-Americana va llogar els drets de caça a Barànov. Preveient l'arribada d'exploradors i caçadors europeus va fundar un nou assentament comercial a l'illa que ara duu el seu nom (abans illa de Sitka), en territori dels tlingit, amb qui havia firmat alguns acords comercials. Barànov va traslladar uns 100 mugics i entre 600 i 1000 aleutes fins a la badia Katlianski, en un indret de l'actual "Old Sitka", i va construir l'assentament. Barànov va tornar a Kodiak el 1800 i deixà l'assentament a càrrec de 25 russos i 55 aleutes. Tot i que en un primer moment les relacions amb els tlingit foren bones, amb el temps hi hagué tensions i el 1802 un atac dels tlingit destruí l'assentament i provocà la mort de la major part dels russos.
El 1804 tornà a Sitka amb un nombrós contingent de russos i aleutes i el suport del Neva, un vaixell de l'Armada russa. Plegats van llençar un atac que va obligar a fugir als tlingit, en el que es coneix com a batalla de Sitka. El resultat va ser la creació d'un nou assentament permanent en forma de fort, Novoarkhànguelsk, en referència a Arkhànguelsk, i que amb els anys passaria a ser l'actual Sitka.
Entre el 1799 i el 1818 Barànov, gràcies a la intervenció de Nikolai Rezànov, passà a ser l'administrador en cap de la Companyia Russo-Americana, administrant tots els interessos de la companyia a l'Amèrica russa, inclosos els de les illes Kurils i  Aleutianes. L'activitat a la regió va créixer amb l'auge del comerç de pells de llúdrigues marines i foques. Barànov va convèncer els caçadors natius perquè ampliessin el seu territori de caça fins a les costes de Califòrnia. Barànov també recolzà donar més oportunitats educatives als natius d'Alaska i sota el seu liderat es crearen escoles i les comunitats frontereres quedaren menys aïllades. Durant el govern de Barànov missioners ortodoxos russos operaren a l'Amèrica russa.
Barànov fou breuement substituït com a administrador en cap i governador el gener de 1818, pel tinent-capità de l'armada Leontii Hagemeister, en mig de rumors que, secretament, havia desviat diners als bancs estatunidencs a nom seu. Una auditoria posterior feta per Kirill Khlebnikov va desmentir els rumors. L'octubre de 1818 Hagemeister designà el gendre de Barànov, el tinent Semion Ianovsky per ocupar el seu lloc com a director en cap i governador. Dos mesos després Barànov i Hagemeister abandonaren Alaska en vaixell per dirigir-se a Rússia, via el cap de Bona Esperança. En una escala, el març de 1819, a Batavia, a l'illa de Java, aleshores part de les Índies Orientals Neerlandeses (actual Indonèsia), Barànov emmalaltí per morir poc després, durant el viatge. El seu cos fou llençat al mar.
L'illa de Baranof, a l'arxipèlag d'Alexander, Alaska, fou nomenada en honor seu. Durant la Segona Guerra Mundial el vaixell SS Alexander Baranof fou nomenat en honor seu.